# Сакмарский ярус
| система                                                                          | система | отдел        | ярус        | Ниж. граница, млн лет |
| -------------------------------------------------------------------------------- | ------- | ------------ | ----------- | --------------------- |
| Триас                                                                            | Триас   | Нижний       | Индский     | 251,902 ±0,024        |
| Пермь                                                                            | Пермь   | Лопинский    | Чансинский  | 254,14 ±0,07          |
| Пермь                                                                            | Пермь   | Лопинский    | Вучапинский | 259,51 ±0,21          |
| Пермь                                                                            | Пермь   | Гваделупский | Кептенский  | 264,28 ±0,16          |
| Пермь                                                                            | Пермь   | Гваделупский | Вордский    | 266,9 ±0,4            |
| Пермь                                                                            | Пермь   | Гваделупский | Роудский    | 274,4 ±0,4            |
| Пермь                                                                            | Пермь   | Приуральский | Кунгурский  | 283,3 ±0,4            |
| Пермь                                                                            | Пермь   | Приуральский | Артинский   | 290,1 ±0,26           |
| Пермь                                                                            | Пермь   | Приуральский | Сакмарский  | 293,52 ±0,17          |
| Пермь                                                                            | Пермь   | Приуральский | Ассельский  | 298,9 ±0,15           |
| Карбон                                                                           | Пен.    | Верхний      | Гжельский   | больше                |
| Деление и золотые гвозди в соответствии с IUGS по состоянию на декабрь 2024 года |         |              |             |                       |

Сакмарский век или сакмарский ярус (от названия реки Сакмара) — второй век приуральской эпохи, соответствующий второму снизу ярусу Уральского отдела пермской системы согласно Восточноевропейской и тетисной стратиграфическим шкалам.
Выделен советским геологом В. Е. Руженцевым в 1936 году. После выделения в 1954 году нижней части сакмарского яруса в самостоятельный ассельский ярус, объём его был несколько сужен по сравнению с первоначально предложенным. На данный момент началом сакмарского века принято считать 293,52 млн лет назад. Длился почти 3,5 млн лет.
Подстилается ассельским, и перекрывается артинским (яхташским) ярусами.
Стратотипом сакмарского яруса является Усольский разрез в Башкирии.

## Подразделения сакмарского яруса
Сакмарский ярус делится на тастубский и стерлитамакский горизонты.

## Палеогеография и климат
См. Приуральская эпоха

## Флора и фауна сакмарского века

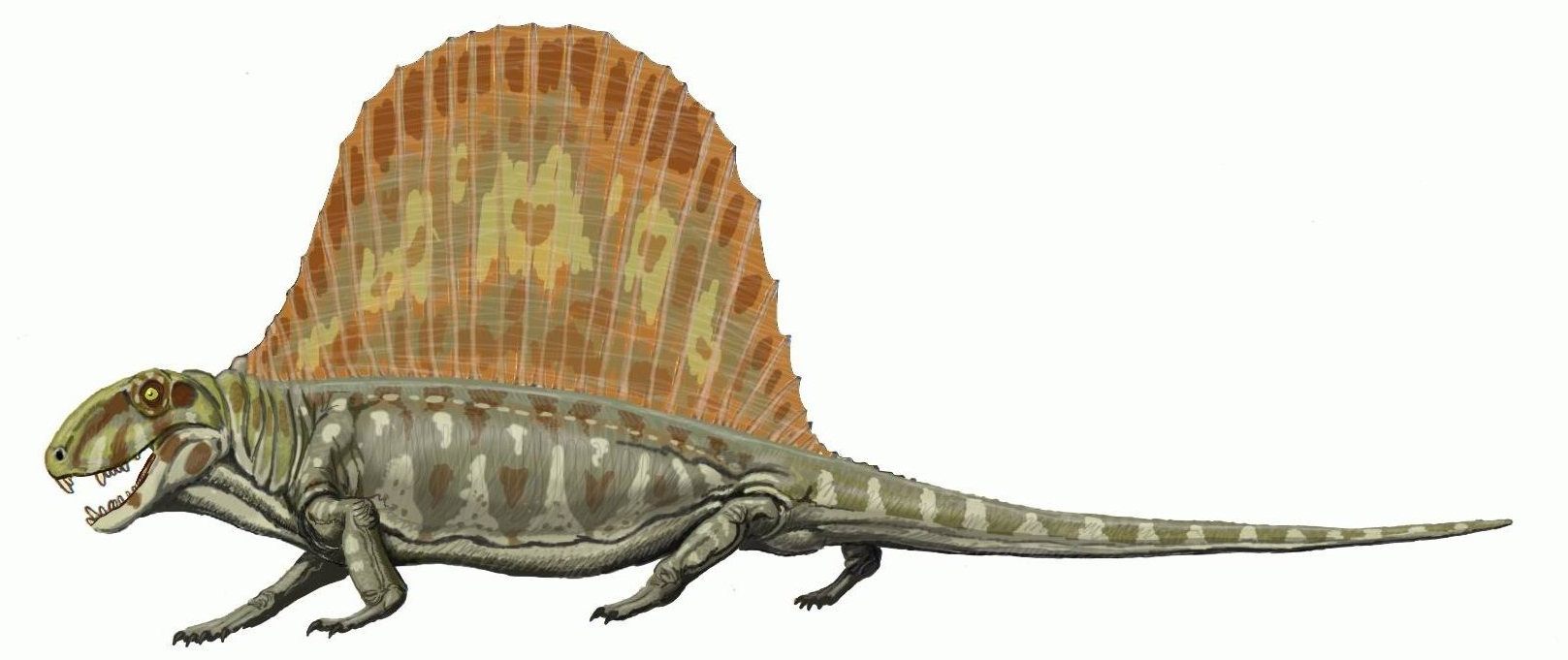
Диметродон

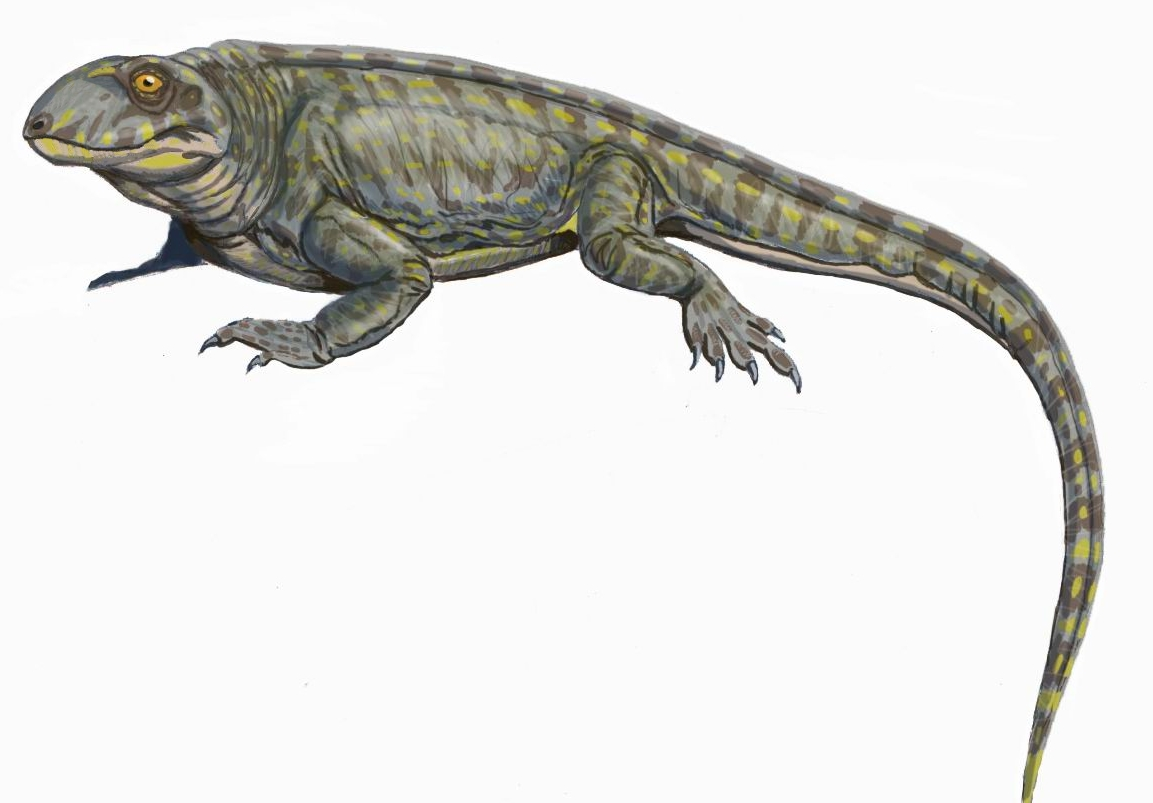
Palaeohatteria

Отложения сакмарского века широко распространены на Восточно-Европейской платформе, западном склоне Урала и в Средней Азии, реже встречаются в Западной Европе (Карнийские Альпы), в Северной Америке и в Западной Австралии.
Сакмарский ярус охарактеризован главным образом комплексом фузулинид и аммоноидей (роды Synartinskia, Preshumardites, Propopanoceras и др.).